# Madia sativa
Madia sativa, llamada popularmente melosa, es una especie de la familia Asteraceae nativa del continente americano; desde la costa occidental de Norteamérica (Alaska, Columbia británica y Baja California) hasta la costa occidental de Sudamérica (Chile y Argentina). Habita terrenos baldíos y prados.
Se ha cultivado por sus semillas oleaginosas en otras épocas y hoy en día puede cultivarse como forrajera.

## Descripción
Es una hierba anual cuyo altura varía entre los 20 cm hasta más de 2 metros. La planta puede estar o no ramificada. Los tallos están densamente recubiertos de glándulas pegajosas y desprenden un fuerte aroma. Las hojas vellosas son lineales o lanceoladas, las inferiores pueden alcanzar 18 cm de largo.
 La inflorescencia está normalmente formada por capítulos con alrededor de ocho floretes de color amarillo.
El fruto es un aquenio plano, sin vellosidades y sin vilano.

## Nombres comunes
En Argentina:
- "Melosa"[5][4][2] el nombre patrón propuesto por Petetín en 1984,[6] también llamada "aceite",[5][4] "gomosa",[5][4] "pegajosa"[2], "madi",[5][4] "mady",[5][2]"pasto aceite",[5][4][2]"yuyo aceite".[5][4][2]

En Chile: 
- "Madi",[2] "madí", "mari",[7] "marí", "made", "melosa",[7] madrevilcún.